# 弗罗卢瓦 (科多尔省)
弗罗卢瓦（法語：Frôlois，法語發音：[fʁolwa]）是法国科多尔省的一个市镇，位于该省中部，属于蒙巴尔区。

## 地理
弗罗卢瓦（47°31'47"N, 4°37'52"E）面积34.77 平方千米，位于法国勃艮第-弗朗什-孔泰大區科多尔省，该省份为法国中东部省份，北起奥布省，西接涅夫勒省和约讷省，南至索恩-卢瓦尔省，东南接汝拉省，东临上索恩省，东北部与上马恩省接壤。
与弗罗卢瓦接壤的市镇（或旧市镇、城区）包括：孔韦尔新城、尚索、苏尔斯塞纳、布苏萨尔迈斯、特尼塞、日塞苏弗拉维尼、达尔塞、科尔普瓦埃拉沙佩尔、普瓦瑟勒城和拉佩里耶尔、比利莱尚索。

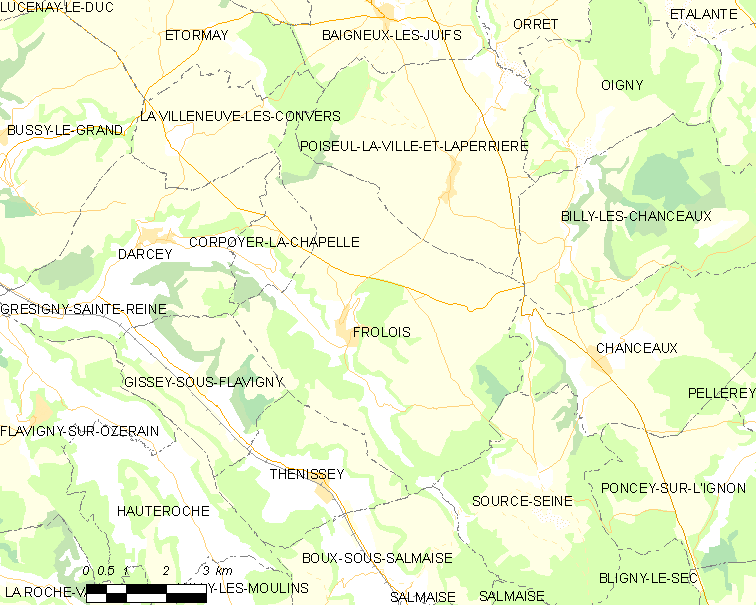
的OSM定位图

弗罗卢瓦的时区为UTC+01:00、UTC+02:00（夏令时）。

## 行政
弗罗卢瓦的邮政编码为21150，INSEE市镇编码为21288。

## 政治
弗罗卢瓦所属的省级选区为蒙巴尔县。

## 人口

1962-2008年间人口变化图示

弗罗卢瓦于2022年1月1日时的人口数量为164人。